# Кохо
Ко́хо (яп. 応和 — кохо, «берегти здоровим [народ]») — ненґо, девіз правління імператора Японії з 964 по 968 роки.

## Походження
Взято з класичного твору «Ши цзі» (書経): «В давнину король Тецу дізнався і вимагав, щоб берегли народ здоровим» («別求聞由古先哲王、用康保民»).

## Порівняльна таблиця
| Роки Кохо               | 1    | 2    | 3    | 4    | 5    |
| Григоріанський календар | 964  | 965  | 966  | 967  | 968  |
| Китайський календар     | 甲子 | 乙丑 | 丙寅 | 丁卯 | 戊辰 |